# Leucobryum propaguliferum
Leucobryum propaguliferum là một loài Rêu trong họ Dicranaceae. Loài này được (Dixon) H. Rob. mô tả khoa học đầu tiên năm 1965.